# Can Sala (Sant Martí de Llémena)
Can Sala és una masia fortificada de Sant Martí de Llémena (Gironès) declarada bé cultural d'interès nacional.

## Descripció
Conjunt format per la masia i dues pallisses: una posterior formant carrer amb la masia i l'altra al costat de la façana principal formant una agrupació d'habitacles. Tot al voltant d'una era pensada pels camps de conreu. La masia ha estat molt transformada i actualment no té cap element defensiu visible.
La masia és un edifici de planta rectangular, de planta baixa i dos pisos, al qual se li ha afegit una galeria d'arcs de punt rodó de pilars quadrangulars a la façana principal. La galeria és mig escapçada per la torre de base rectangular afegida al costat esquerre de la façana, de més alçada que el conjunt i de teulat planer. L'edifici de la masia és de dues aigües i el carener és perpendicular a la façana principal. La galeria té un arc rebaixat a planta baixa que recull l'entrada de llinda planera amb inscripció: PVCESSORS DE ESTA RECORDAVS / DELS PASSATS. GASPAR / SALA. ME FECIT . 1780.
En general, el conjunt té les obertures de pedra de llinda planera. La façana esquerra, lateral, segueix una composició d'obertures coincidents verticalment. Les obertures alternen balcons de llosana de pedra i finestres. La galeria gira en una crugia pel costat lateral dret.
Al punt més alt del conjunt hi ha una cisterna, en ús. Pallissa lateral i era de Can Sala
Del conjunt cal destacar la pallissa, més a prop de la masia, de planta rectangular i amb un pilar quadrangular. Els accessos són en cantonada i estan oberts a l'era, penjada de camps de conreu per un mur de contenció de pedra, a través de dos arcs de mig punt. Coberta a dues aigües. Realitzat en pedra vista i l'interior amb terra de llosana de pedra.
La pallissa posterior és de planta baixa i un pis, amb una escala exterior de pedra que porta al pis. El cos central té un pilar quadrangular de pedra central. Està fet amb pedra vista sense treballar. El forjat del pis és de fusta, en mal estat, i s'exterioritza amb una galeria de fusta.

## Història
Durant les guerres carlines fou quarter general.
En un portal es conserva una llinda on hi ha inscrit l'any 1780.